# Eurydice affinis
Eurydice affinis är en kräftdjursart som beskrevs av Hansen 1905. Eurydice affinis ingår i släktet Eurydice och familjen Cirolanidae. Inga underarter finns listade i Catalogue of Life.

## Bildgalleri

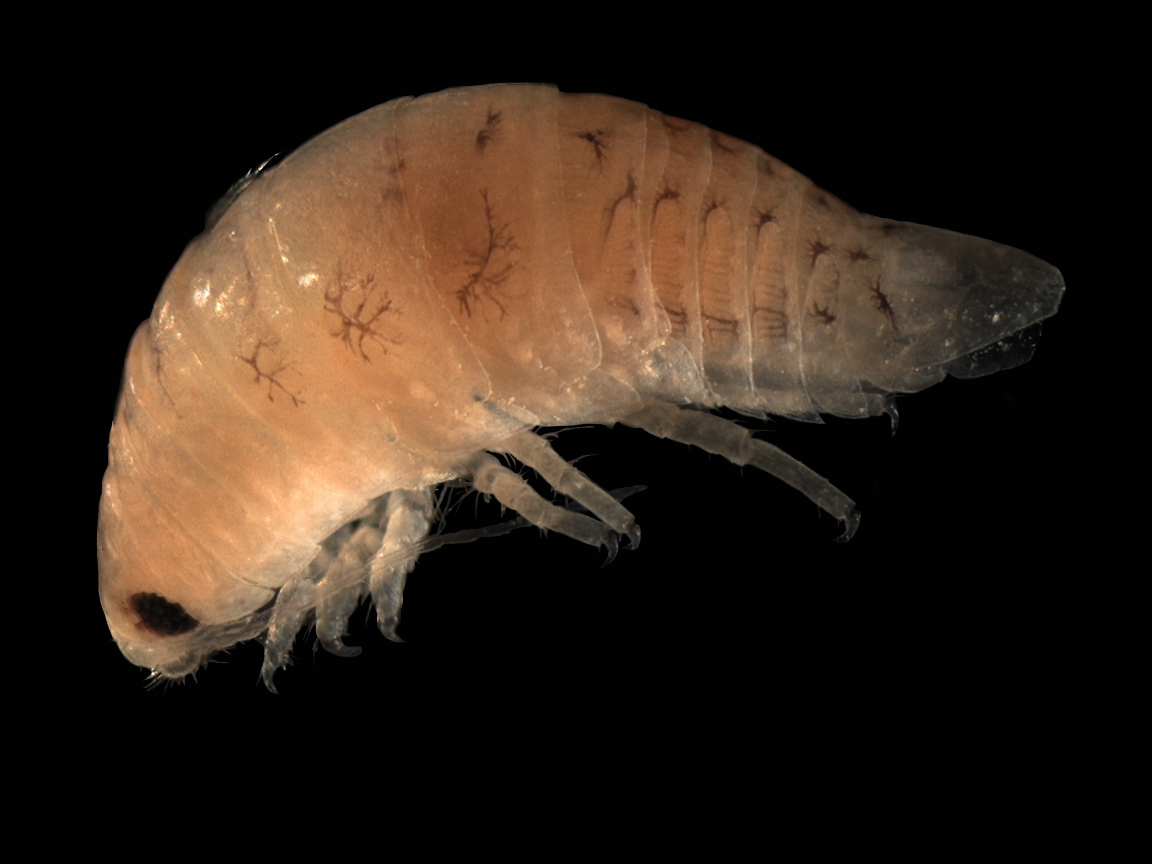